# Leptosphaeriaceae
Leptosphaeriaceae is een familie van de  Ascomyceten. Het typegeslacht is Leptosphaeria.

## Geslachten
De familie bestaat uit de volgende geslachten:
- Alloleptosphaeria
- Alternariaster
- Heterosporicola
- Leptosphaeria
- Neoleptosphaeria
- Ochraceocephala
- Paraleptosphaeria
- Plenodomus
- Querciphoma
- Sclerenchymomyces
- Sphaerellopsis
- Subplenodomus